# Canal Tenglo
Canal Tenglo är ett sund i Chile.   Det ligger i regionen Región de Los Lagos, i den södra delen av landet, 900 km söder om huvudstaden Santiago de Chile.